# Prorastomidae
De Prorastomidae zijn een familie van uitgestorven zeekoeien uit het Eoceen.

## Beschrijving
Aangezien de zeekoeien tot de Afrotheria gerekend worden, wordt verondersteld dat de oorsprong van de groep in Afrika ligt. Lange tijd kwamen de oudst bekende fossielen van zeekoeien echter verrassend genoeg uit Jamaica. De vondsten behoren tot twee geslachten uit de Prorastomidae: Prorastomus uit het Laat-Ypresien of Vroeg-Lutetien (50-48 Ma) gold als oudste en primitiefste geslacht. De verwant Pezosiren is iets jonger en leefde tijdens het Vroeg-Lutetien (49-47 Ma). Het waren anderhalf tot twee meter lange zeekoeien die vermoedelijk een nijlpaardachtige leefwijze hadden. Het lichaam komen overeen met latere zeekoeien met diverse aanpassingen voor het leven in het water aan onder meer de schedel en de ribben, maar de prorastomiden hadden nog korte poten met goed ontwikkelde handen en voeten. De Jamaicaanse zeekoeien zorgden lange tijd voor een paradox tussen fylogenie en fossiele vondsten.
In 2013 werd een partiële schedel van een zeekoe beschreven uit het Laat-Ypresien of Vroeg-Lutetien van Djebel Chambi in Tunesië, de oudste Afrikaanse vondst en ongeveer even oud als Prorastomus. De morfologie van de 'Chambi-zeekoe' is primitiever dan dat van de Jamaicaanse zeekoeien, wat wijst op de basale positie van het nieuwe taxon binnen de Sirenia en de opvatting van een Afrikaanse oorsprong ondersteunt. Verschillende morfologische karakteristieken van de eerste zeekoeien wijzen op een aquatische leefwijze en vertonen convergentie met die van de vroege walvisachtigen zoals Ambulocetus.
Eerdere analyses suggereerden dat zeekoeien zich direct aan mariene omstandigheden hadden aangepast, maar nieuw bewijs wijst er op dat de basaalste zeekoeien uitsluitend in zoetwatergebieden leefden. De fossielen van Prorastomus en Pezosiren zijn gevonden in afzettingen van brakwatergebieden, maar Djebel Chambi was een zoetwatergebied.

## Geslachten
- †Prorastomus
- †Pezosiren
- †"Chambi-zeekoe”